# Condensador electrolític d'alumini

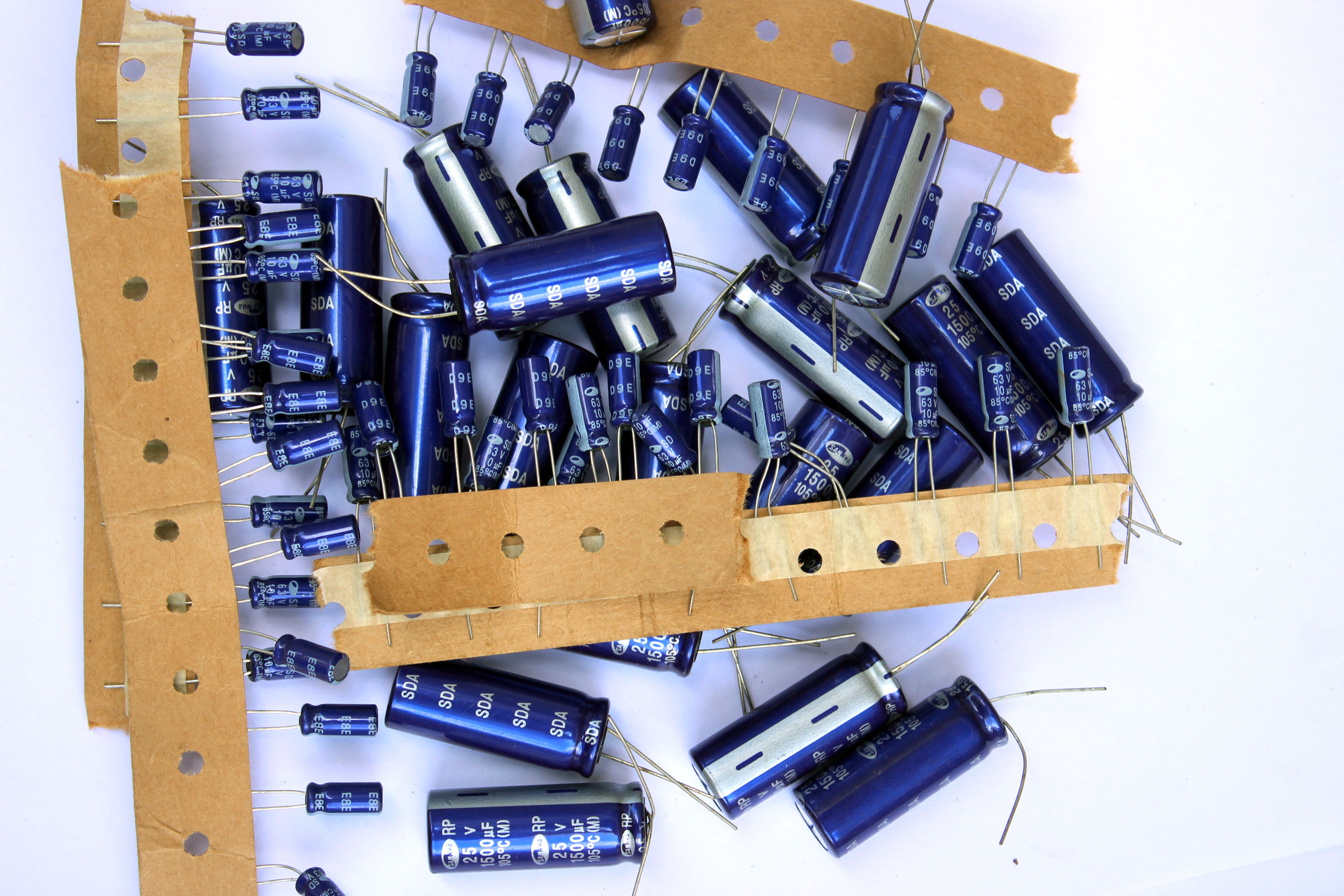
Condensadors electrolítics d'alumini de diferents capacitats

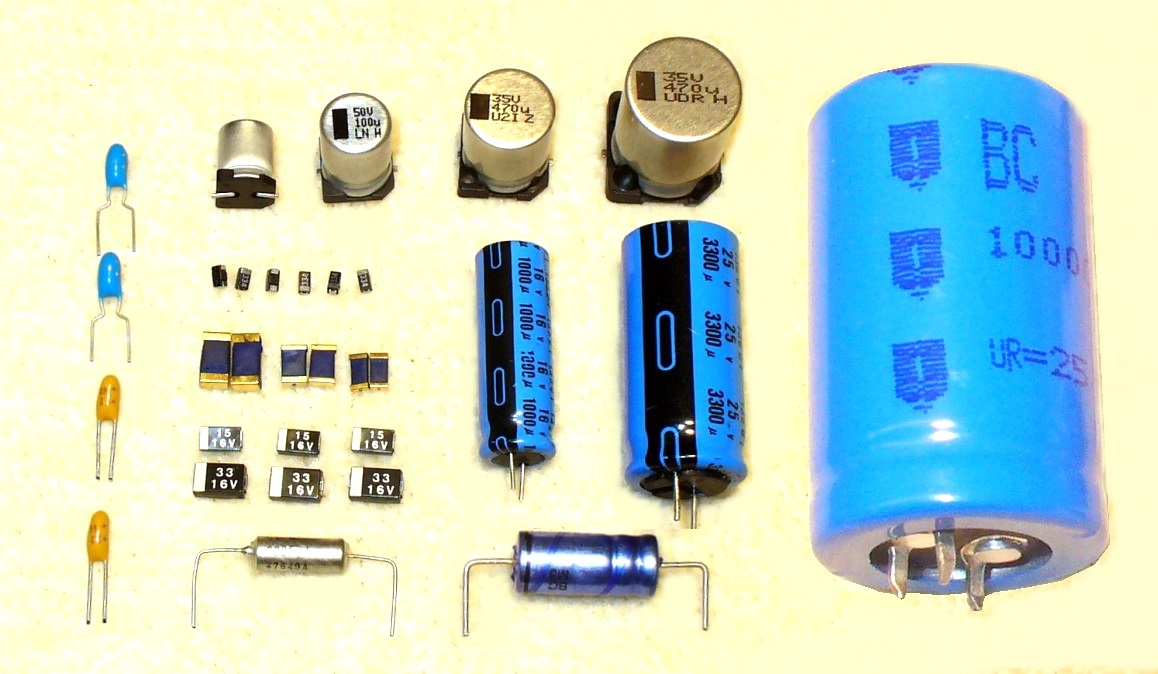
Estils més habituals de condensadors electrolítics d'alumini i tàntal

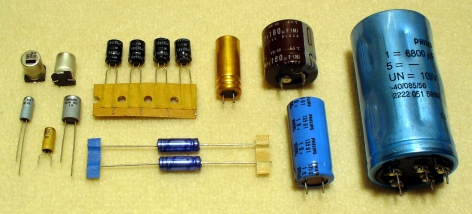
Condensadors electrolítics variats

Un condensador electrolític d'alumini és un condensador polaritzat en el que l'elèctrode d'ànode està format per un metall especial sobre el qual, per oxidació anòdica, s'hi genera una capa d'òxid aïllant, que actua com a dielèctric electrolític del conjunt del condensador. El segon elèctrode del condensador (càtode) està format per un electròlit sòlid o no sòlid que cobreix la superfície de la capa d'òxid del primer elèctrode.
La gran capacitància dels condensadors electrolítics els fa particularment adequats per deixar passar o filtrar senyals de baixa freqüència i emmagatzemar grans quantitats d'energia. S'utilitzen àmpliament en fonts d'alimentació i en etapes d'interconnexió d'amplificadors operant en freqüències d'àudio.
Els condensadors electrolítics tenen, en funció del volum, una capacitància elèctrica específica molt més alta en comparació amb els condensadors ceràmics i els condensadors de pel·lícula, però una capacitància conceptualment menor que els supercondensadors.

## Història

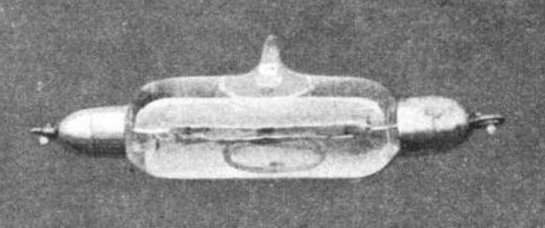
Electrolític de 2 microfarads.

El principi del condensador electrolític va ser descobert l'any 1886 per Charles Pollak, com a part de la seva recerca sobre l'anodització de l'alumini i altres metalls. Pollack descobrí que degut al fet que la capa d'òxid d'alumini produïda era molt prima, hi havia molta capacitància entre l'alumini i la solució de l'electròlit. Va trobar que el perborat de sodi (bòrax) permetia la creació de la capa d'òxid d'alumini sense atacar-la un cop es desconectava la tensió. Va obtenir una patent per al condensador electrolític d'alumini l'any 1897
El fenomen que en un procés electroquímic, l'alumini i metalls com el tàntal, el niobi, el manganès, el titani, el zinc, el cadmi, etc., poden formar una capa d'òxid que impedeix que el corrent elèctric flueixi en una direcció, però que permeti el flux de corrent a la direcció oposada, va ser observat per primera vegada el 1857 pel físic i químic alemany Johann Heinrich Buff (1805–1878). Va ser utilitzat per primera vegada el 1875 per l'investigador i fundador francès Eugène Ducretet, que va encunyar el terme "metall-vàlvula" per a aquests metalls.
Charles Pollak (nascut Karol Pollak), un fabricant d'acumuladors, va descobrir que la capa d'òxid d'un ànode d'alumini es mantenia estable en un electròlit neutre o alcalí, fins i tot quan s'apagava la font corrent polaritzant. El 1896 va presentar una patent per a un "Condensador líquid elèctric amb elèctrodes d'alumini" (de: Elektrischer Flüssigkeitskondensator mit Aluminiumelektroden) basat en la seva idea d'utilitzar la capa d'òxid en un condensador polaritzat en combinació amb un electròlit neutre o lleugerament alcalí.

### Condensador d'alumini "humit"

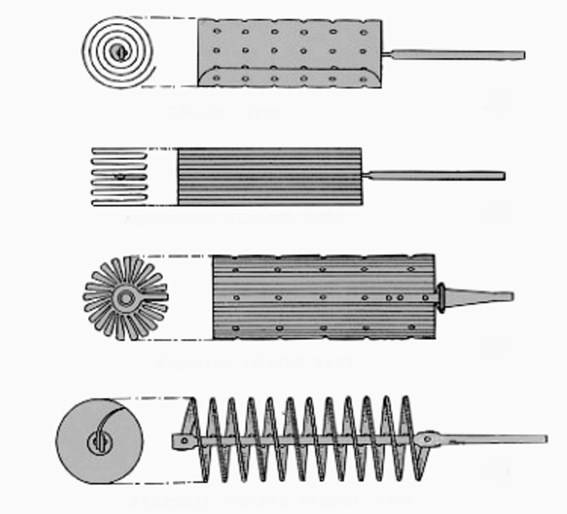
Diverses formes d'estructures d'ànode històriques per a condensadors humits. Per a tots aquests ànodes, el contenidor metàl·lic exterior va servir de càtode

Els primers condensadors electrolítics realitzats industrialment consistien en una caixa metàl·lica utilitzada com a càtode. Es va omplir amb un electròlit de bórax dissolt en aigua, en el qual es va inserir una placa d'ànode d'alumini plegada. Aplicant una tensió de corrent continu des de l'exterior, es va formar una capa d'òxid a la superfície de l'ànode. L'avantatge d'aquests condensadors era que eren significativament més petits i més barats que la resta de condensadors en aquest moment en relació amb el valor de la capacitat realitzada. Aquesta construcció amb diferents estils de construcció d'ànode però amb un estoig com a càtode i contenidor per a l'electròlit es va utilitzar fins a la dècada de 1930 i es va anomenar condensador electrolític "humit", en el sentit que té un alt contingut en aigua.
La primera aplicació més habitual dels condensadors electrolítics d'alumini humit va ser en grans centrals telefòniques, per reduir el hash (soroll) del relé a la font d'alimentació de 48 volts de CC. El desenvolupament de receptors de ràdio domèstics que funcionen en corrent altern a finals de la dècada de 1920 van crear una demanda de condensadors de gran capacitat (per a l'època) i d'alta tensió per a la tècnica de l'amplificador de vàlvules, normalment com a mínim 4 microfarads i a uns 500 volts nominals de corrent continu. Hi havia disponibles condensadors de paper encerat i de pel·lícula de seda oliats, però els dispositius amb aquest magnitud de capacitat i tensió eren voluminosos i prohibitius.

### Condensador d'alumini "sec"
L'ancestre del modern condensador electrolític va ser patentat per Samuel Ruben el 1925, que es va associar amb Philip Mallory, el fundador de la companyia de bateries que ara es coneix com Duracell International. La idea de Ruben va adoptar la construcció apilada d'un condensador de mica de plata. Va introduir una segona làmina separada per posar-se en contacte amb l'electròlit adjacent a la làmina d'ànode en lloc d'utilitzar el contenidor ple d'electròlits com a càtode del condensador. La segona làmina apilada tenia el seu propi terminal addicional al terminal d'ànode i el contenidor ja no tenia una funció elèctrica. Aquest tipus de condensador electrolític combinat amb un electròlit líquid o gelós de naturalesa no aquosa, que per tant és sec en el sentit de tenir un contingut d'aigua molt baix, es va conèixer com el tipus de condensador electrolític “sec”.

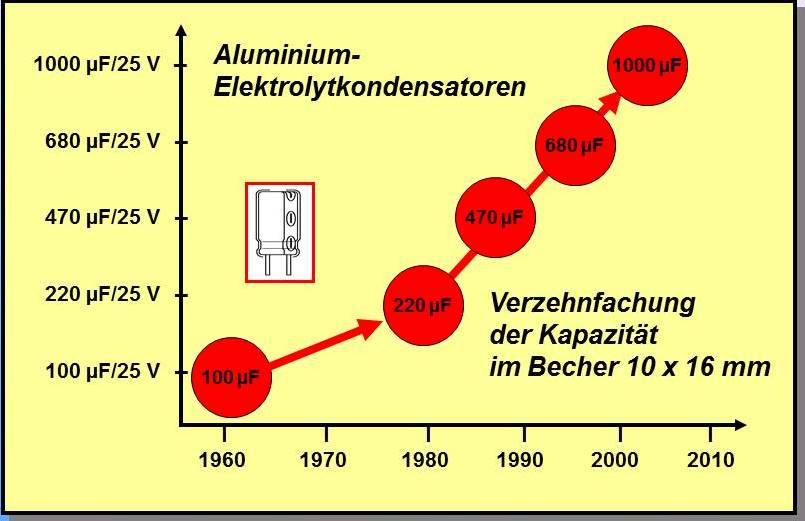
Miniaturització de condensadors electrolítics d'alumini des del 1960 fins al 2005 en el cas de 10x16mm fins al factor deu

Amb la invenció de Ruben, juntament amb la invenció de les làmines enrotllades separades amb un separador de paper el 1927 per A. Eckel de Hydra-Werke (Alemanya), iniciar el desenvolupament real de les tapes electròniques.
William Dubilier, la primera patent del qual de condensadors electrolítics es va presentar el 1928, industrialitzar les noves idees dels condensadors electrolítics i va iniciar la primera gran producció comercial el 1931 a la fàbrica de Cornell-Dubilier (CD) a Plainfield, Nova Jersey. Al mateix temps, a Berlín, Alemanya, la "Hydra-Werke", una empresa AEG, va iniciar la producció d'electrolítics en grans quantitats. Un altre fabricant, Ralph D. Mershon, va tenir èxit en atendre la demanda del mercat de ràdio de condensadors electrolítics.
En la seva patent de 1896, Pollak ja reconeixia que la capacitat del condensador augmenta quan es desbastava la superfície de la làmina d'ànode. Avui (2014), les làmines de baixa tensió gravades electro-químicament poden aconseguir un augment de fins a 200 vegades la superfície en comparació amb una superfície llisa. Els avenços en el procés de gravat són el motiu de la reducció de la dimensió dels condensadors electrolítics d'alumini en les darreres dècades.
Per als condensadors electrolítics d'alumini, les dècades del 1970 al 1990 van estar marcades pel desenvolupament de diverses noves sèries professionals adequades específicament a determinades aplicacions industrials, per exemple amb corrents de fuita molt baixos o amb característiques de llarga durada, o per a temperatures més elevades fins a 125 ° C.

## Principi i tipus
Els condensadors electrolítics emmagatzemen l'energia elèctrica de forma estàtica per separació de càrregues dins d'un camp elèctric entre dos elèctrodes com els altres condensadors convencionals. La diferència radica en que l'ànode és la capa d'òxid dielèctric i el càtode és l'electròlit no sòlid o sòlid, que forma el segon elèctrode del condensador. Aquesta característica i el principi d'emmagatzematge els distingeixen dels supercondensadors electroquímics, en què l'electròlit és la connexió conductora entre dos elèctrodes i l'emmagatzematge es produeix per capacitància de doble capa o bé per pseudocapacitància.
Tots els condensadors electrolítics són components polaritzats segons el principi de fabricació i només poden funcionar amb tensió continua. Aplicant una tensió amb polaritat inversa, o un corrent d'ondulació superior a l'especificat es pot destruir el dielèctric i, per tant, el condensador. Un possible voltatge d'ondulació no ha d'arribar a provocar una inversió de polaritat. La destrucció d'un condensador electrolítics pot tenir conseqüències catastròfiques (explosió, incendi).
Els condensadors electrolítics bipolars que poden funcionar amb tensió de corrent altern són construccions especials amb dos ànodes connectats en polaritat inversa.
Depenent de la naturalesa utilitzada del metall de l'ànode, la família de condensadors electrolítics es divideix en tres tipus principals:
- condensadors electrolítics d'alumini,
- condensadors electrolítics de tàntal i
- condensadors electrolítics de niobi

Els condensadors electrolítics d'alumini amb electròlits no sòlids són el tipus més barat i també els que tenen una gamma més àmplia de mides, capacitàncies i valors de tensió. Es fabriquen amb valors de capacitància de 0,1 µF fins a 2,700,000 µF (2,7 F), i valors de tensions nominals des de 4 V fins a 630 V. L'electròlit líquid proporciona oxigen per a la re-formació o auto-curat de la capa d'òxid dielèctric. No obstant això, es pot evaporar mitjançant un procés d'assecat que depèn de la temperatura, cosa que provoca la deriva dels paràmetres elèctrics, cosa que limita el temps de vida útil dels condensadors.

## Informació bàsica

Principi bàsic de l'oxidació anòdica, en què, aplicant una tensió amb una font de corrent, es forma una capa d'òxid sobre un ànode metàl·lic

### Capa d'òxid
Després de formar un òxid dielèctric a les estructures de l'ànode rugós, un contra-elèctrode ha de coincidir amb la superfície de l'òxid aïllant rugós. Això es fa mitjançant l'electròlit que actua com a elèctrode de càtode d'un condensador electrolític. La capa d'òxid aïllant generada anòdicament es destrueix si canvia la polaritat de la tensió aplicada
Els condensadors electrolítics utilitzen una característica química d'alguns metalls especials, que es s'han anomenat "metalls vàlvula", sobre els quals, per oxidació anòdica, s'origina una capa d'òxid aïllant com a dielèctric. Aplicant una tensió positiva al material de l'ànode en un bany electrolític es forma una capa de barrera d'òxid amb un gruix corresponent a la tensió aplicada (formació). Aquesta capa d'òxid actua com a dielèctric del condensador electrolític. Les propietats d'aquesta capa d'òxid d'alumini es donen a la taula següent:
| Material de l'ànode | Dielèctric                  | Estructura d'òxid | Permitivitat relativa | Voltatge de ruptura (V/µm) | Prova de tensió (nm/V) |
| ------------------- | --------------------------- | ----------------- | --------------------- | -------------------------- | ---------------------- |
| Alumini             | Òxid d'alumini Al₂O₃        | amorfa            | 9.6                   | 710                        | 1.4                    |
| Alumini             | Òxid d'alumini Al₂O₃        | cristalina        | 11.6…14.2             | 800...1000                 | 1.25...1.0             |
| Tàntal              | Pentaòxid de ditàntal Ta₂O₅ | amorfa            | 27                    | 625                        | 1.6                    |

El gruix dielèctric dels condensadors electrolítics és molt prim en el rang de nanòmetres per volt. En cas contrari, les intensitats de tensió d'aquestes capes d'òxid serien força elevades. Hi ha molts electròlits en ús. En general, els electròlits es distingiran en dues espècies, electròlits "no sòlids" i "sòlids". Els electròlits no sòlids com a medi líquid que tenen una conductivitat dels ions en moviment fa que siguin relativament insensibles contra pics de tensió o sobretensions de corrent. Els electròlits sòlids tenen una conductivitat electrònica i això fa que els condensadors electrolítics sòlids siguin sensibles contra pics de tensió o sobretensions de corrent.
Un avantatge especial es dona per a tots els condensadors electrolítics. Com que la tensió de formació defineix el gruix de la capa d'òxid, la prova de tensió del condensador electrolític posterior es pot produir de forma molt senzilla per al valor nominal desitjat, l'anomenat "CV-Volum". Això fa que els condensadors electrolítics siguin aptes per a aplicacions tant baixes com 2V, quan altres tecnologies de condensadors han de mantenir-se en uns límits molt més alts.

### Capacitància

Es col·loca un material dielèctric entre dues plaques conductores (elèctrodes), cadascuna d'àrea A i amb una separació de d.

Tot condensador electrolític en principi forma un "condensador de placa" amb una capacitància que és proporcional al producte de l'àrea de dita placa multiplicada per la permitivitat i dividida pel gruix del dielèctric, segons la fórmula: 
{\displaystyle C=\varepsilon \cdot {\frac {A}{d}}}

és a dir que és tant més gran quant:
- més gran és l'àrea d'elèctrode A
- més gran és la permitivitat ε
- més petit és el gruix (d) del dielèctric.

Amb aquesta capa d'òxid dielèctric molt prima combinada amb una força dielèctrica suficient, els condensadors electrolítics poden assolir una alta capacitància volumètrica. Aquesta és una de les raons dels alts valors de capacitància dels condensadors electrolítics en comparació amb els condensadors convencionals.
Tots els ànodes gravats o sinteritzats tenen una superfície molt superior en comparació amb una superfície llisa de la mateixa àrea o del mateix volum. Això augmenta el valor de la capacitància posterior, depenent de la tensió nominal, en un factor de fins a 200 per als condensadors electrolítics d'alumini. La gran superfície en comparació amb la d'un condensador de làmines planes és la segona raó dels valors de capacitància relativament alts dels condensadors electrolítics en comparació amb altres famílies de condensadors

## Materials

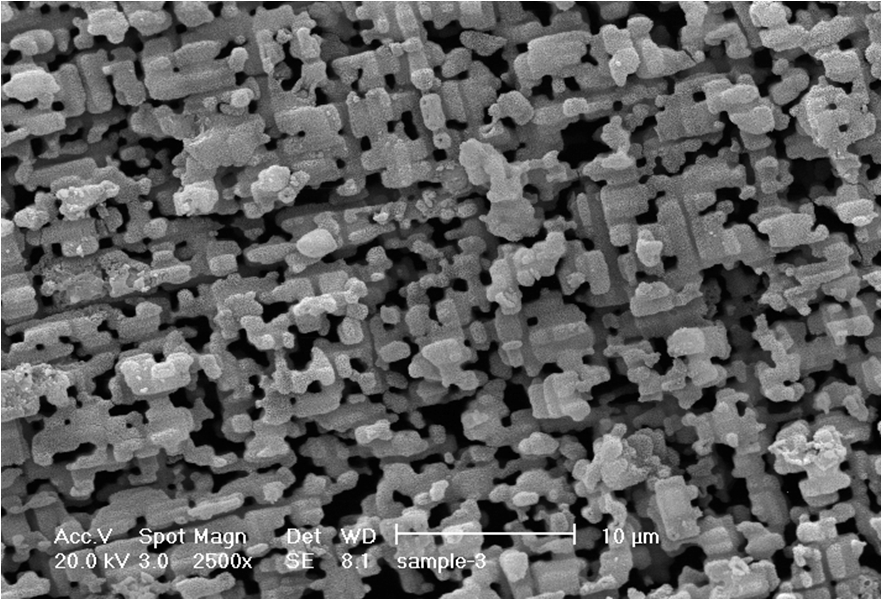
Superfície d'una làmina d'ànode de baixa tensió gravada

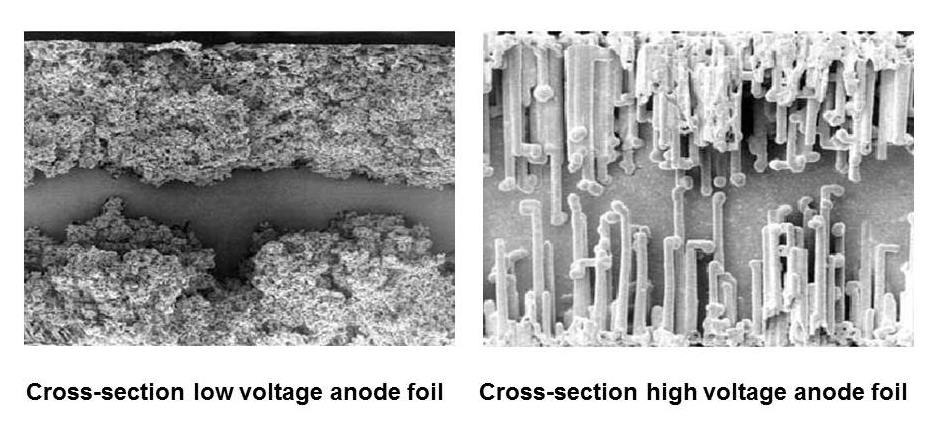
La vista en secció transversal del gravat 10 V baixa tensió. Les làmines d'ànode d'alta tensió de 400V mostren una estructura de gravat articuladament diferent

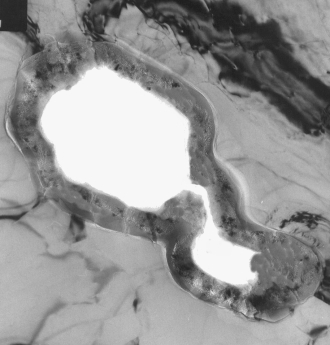
Secció ultra fina d'un porus gravat en una làmina d'ànode de baixa tensió, augment de 100.000 vegades, gris clar: alumini, gris fosc: òxid d'alumini amorf, clar: porus, en què l'electròlit és actiu

El material bàsic de l'ànode per als condensadors electrolítics d'alumini és una làmina amb un gruix de 20 a 100 µm d'alumini d'alta puresa amb una puresa d'almenys el 99,99%. Això queda gravat (desbastat) en un procés electroquímic per augmentar la superfície efectiva de l'elèctrode. En gravar la superfície de l'ànode, en funció de la tensió nominal requerida, la superfície pot augmentar en un factor aproximat de 200 respecte a una superfície llisa.
Després de gravar l'ànode d'alumini, la superfície rugosa quedarà "oxidada anòdicament" o "formada". D'aquesta manera, es forma una capa d'òxid d'aïllament elèctric Al ₂ O ₃ a la superfície d'alumini mitjançant l'aplicació d'un corrent en la polaritat correcta si s'insereix en un bany electrolític. Aquesta capa d'òxid és el condensador dielèctric.
Aquest procés de formació d'òxids es duu a terme en dues etapes de reacció mitjançant les quals l'oxigen d'aquesta reacció ha de provenir de l'electròlit. En primer lloc, una reacció fortament exotèrmica transforma l'alumini metàl·lic (Al) en hidròxid d'alumini, Al (OH) ₃ :
2 Al + 6 H ₂ O → 2 Al (OH) ₃ + 3 H ₂ ↑
Aquesta reacció s'accelera amb un alt camp elèctric i amb altes temperatures, i s'acompanya d'una acumulació de pressió a la carcassa del condensador, causada pel gas hidrogen alliberat. L'hidròxid d'alumini Al (OH) 3 en forma de gel, també anomenat trihidrat d'alúmina (ATH), es converteix mitjançant una segona etapa de reacció (generalment lentament durant unes quantes hores a temperatura ambient, més ràpidament en pocs minuts a temperatures més altes), en òxid d'alumini, Al ₂ O ₃ :
2 Al (OH) ₃ → 2 AlO (OH) + 2 H ₂ O → Al ₂ O ₃ + 3 H ₂ O
L'òxid d'alumini serveix com a dielèctric i també protegeix l'alumini metàl·lic contra les reaccions químiques agressives de l'electròlit. Tanmateix, normalment la capa convertida d'òxid d'alumini no és homogènia. Forma una complexa laminació estructurada de múltiples capes d'òxid d'alumini cristal·lí amorf, cristal·lí i porós, cobert principalment amb petites parts residuals d'hidròxid d'alumini no convertit. Per aquest motiu, en la formació de la làmina d'ànode, la pel·lícula d'òxid s'estructura mitjançant un tractament químic especial que forma un òxid amorf o un òxid cristal·lí. La varietat d'òxids amorfs proporciona una estabilitat mecànica i física més alta i defectes més baixos, augmentant així l'estabilitat a llarg termini i reduint el corrent de fuita.

El gruix del dielèctric efectiu és proporcional al voltatge de formació

L'òxid amorf té una proporció dielèctrica de ~ 1,4 nm / V. En comparació amb l'òxid d'alumini cristal·lí que té una relació dielèctrica de ~ 1,0 nm / V, la varietat amorfa té una capacitància 40% inferior a la mateixa superfície d'ànode. L'inconvenient de l'òxid cristal·lí és la major sensibilitat a l'esforç de tracció que pot provocar micro esquerdes quan es sotmet a estressors mecànics (de bobinatge) o tèrmics (de soldadura) que donen lloc a processos de post-formació més alts.
Les diverses propietats de les estructures d'òxid tenen un impacte en les característiques posteriors dels condensadors electrolítics. Les làmines d'ànode amb òxid amorf s'utilitzen principalment per a condensadors electrolítics amb característiques de llarga vida estable, per a condensadors amb valors de corrent de fuita baixos i per a taps electrònics amb tensions nominals de fins a uns 100 volts. condensadors amb tensions més altes, per exemple condensadors fotoflash, que normalment contenen làmines d'ànode amb òxid cristal·lí.
Com que el gruix del dielèctric efectiu és proporcional al voltatge de formació, el gruix dielèctric es podria adaptar a la tensió nominal del condensador. F. e. per a tipus de baixa tensió un 10 El condensador electrolític V té un gruix dielèctric de només 0,014 µm, un 100 V condensador electrolític de només 0,14 µm. Per tant, la força dielèctrica també influeix en la mida del condensador. No obstant això, a causa dels marges de seguretat estandarditzats, la tensió real de formació dels taps electrònics és superior a la tensió nominal del component.
Les làmines d'ànode d'alumini es fabriquen com els anomenats “rotllos mare” d'uns 500 mm d'amplada. Estan preformats per a la tensió nominal desitjada i amb l'estructura de capa d'òxid desitjada. Per a la producció dels condensadors, les amplades i longituds de l'ànode, tal com és necessari per a un condensador, s'han de tallar del rotlle mare.

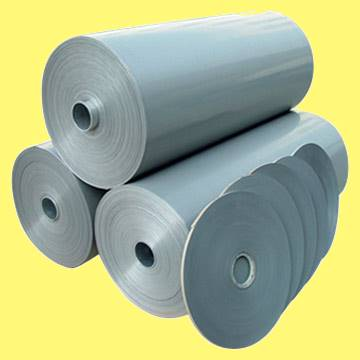
Les làmines d'ànode i càtode es fabriquen com els anomenats "rotllos mare", a partir dels quals es tallen les amplades i longituds, segons calgui per a la producció de condensadors.

El segon paper d'alumini del condensador electrolític anomenat "paper de càtode" serveix per fer contacte elèctric amb l'electròlit. Aquesta làmina té un grau de puresa una mica inferior, aproximadament del 99,8%. Sempre es proporciona una capa d'òxid molt fina, que sorgeix del contacte de la superfície d'alumini amb l'aire d'una manera natural. Per tal de reduir la resistència de contacte amb l'electròlit i dificultar la formació d'òxids durant la descàrrega, la làmina del càtode s'alia amb metalls com el coure, el silici o el titani. La làmina de càtode també està gravada per ampliar la superfície. La seva capacitància específica, però, a causa de la capa d'òxid extremadament fina, que correspon a una prova de tensió de l'aplicació. 1.5 V, és molt superior a la de les làmines d'ànode. Per justificar la necessitat d'una gran capacitància superficial de la làmina del càtode, vegeu # Estabilitat de càrrega / descàrrega.
Les làmines de càtode, igual que les làmines d'ànode, es fabriquen com els anomenats "rotllos mare", a partir dels quals es tallen les amplades i longituds, tal com és necessari per a la producció de condensadors.

## Aplicacions i mercat

### Aplicacions
Per raó dels seus valors de capacitància relativament alts, els condensadors electrolítics d'alumini tenen valors d'impedància baixos, fins i tot a freqüències molt baixes, com la freqüència de la xarxa elèctrica. Se solen utilitzar en les fonts d'alimentació, fonts d'alimentació commutades i convertidors CC-CC per allisar i rectificar tensions contínues en molts dispositius electrònics, així com en les fonts d'alimentació industrials i convertidors de freqüència com condensadors d'enllaç de les unitats CC, els generadors fotovoltaics, i convertidors en centrals eòliques. S'utilitzen tipus especials per emmagatzemar energia, per exemple aplicacions de flash elèctric o per a l'acoblament de senyals en aplicacions d'àudio.
Les aplicacions típiques dels condensadors electrolítics d'alumini amb electròlit no sòlid són: 
- Condensadors de desacoblament d'entrada i sortida per suavitzar i filtrar en fonts d'alimentació de corrent altern i en fonts de corrent en commutació, així com en convertidors de CC/CC.[32]
- Condensadors de connexió CC en convertidors AC / AC per a variadors de freqüència variable i canviadors de freqüència, així com en fonts d'alimentació ininterrompudes
- Condensadors de correcció per a la correcció del factor de potència
- Emmagatzematge d'energia per a airbags, dispositius fotoflash, detonadors en obra civil
- Condensadors d'arrencada de motors per a motors de corrent altern
- Condensadors bipolars per a l'acoblament de senyals d'àudio
- Condensador de flaix per a flaixos de càmera

### Avantatges i inconvenients[33]

#### Avantatges:[34]
- Condensadors econòmics amb valors de capacitància elevats per filtrar freqüències baixes
- Densitat d'energia més alta que els condensadors de pel·lícula i els condensadors ceràmics
- Major densitat de potència que els supercondensadors
- No cal cap limitació de corrent de pic
- Impassibles per als transitoris
- Molt gran diversificació d'estils, sèries amb duració, temperatures i paràmetres elèctrics a mida
- Molts fabricants

#### Desavantatges:[34]
- Vida útil limitada per l'evaporació de l'electròlit
- Comportament relativament deficient de la VS i la Z a temperatures molt baixes
- Sensible a les tensions mecàniques
- Sensible a la contaminació amb halogenats
- Aplicació polaritzada

### Mercat
El mercat dels condensadors electrolítics d'alumini el 2010 va ser d'uns 3.900 milions de dòlars EUA (aproximadament 2.900 milions d'euros), aproximadament el 22% del valor del mercat total de condensadors d'aproximadament 18.000 milions de dòlars americans (2008). En nombre de peces, aquests condensadors cobreixen aproximadament el 6% del mercat total de condensadors d'uns 70 a 80.000 milions de peces.